# Васан (область)

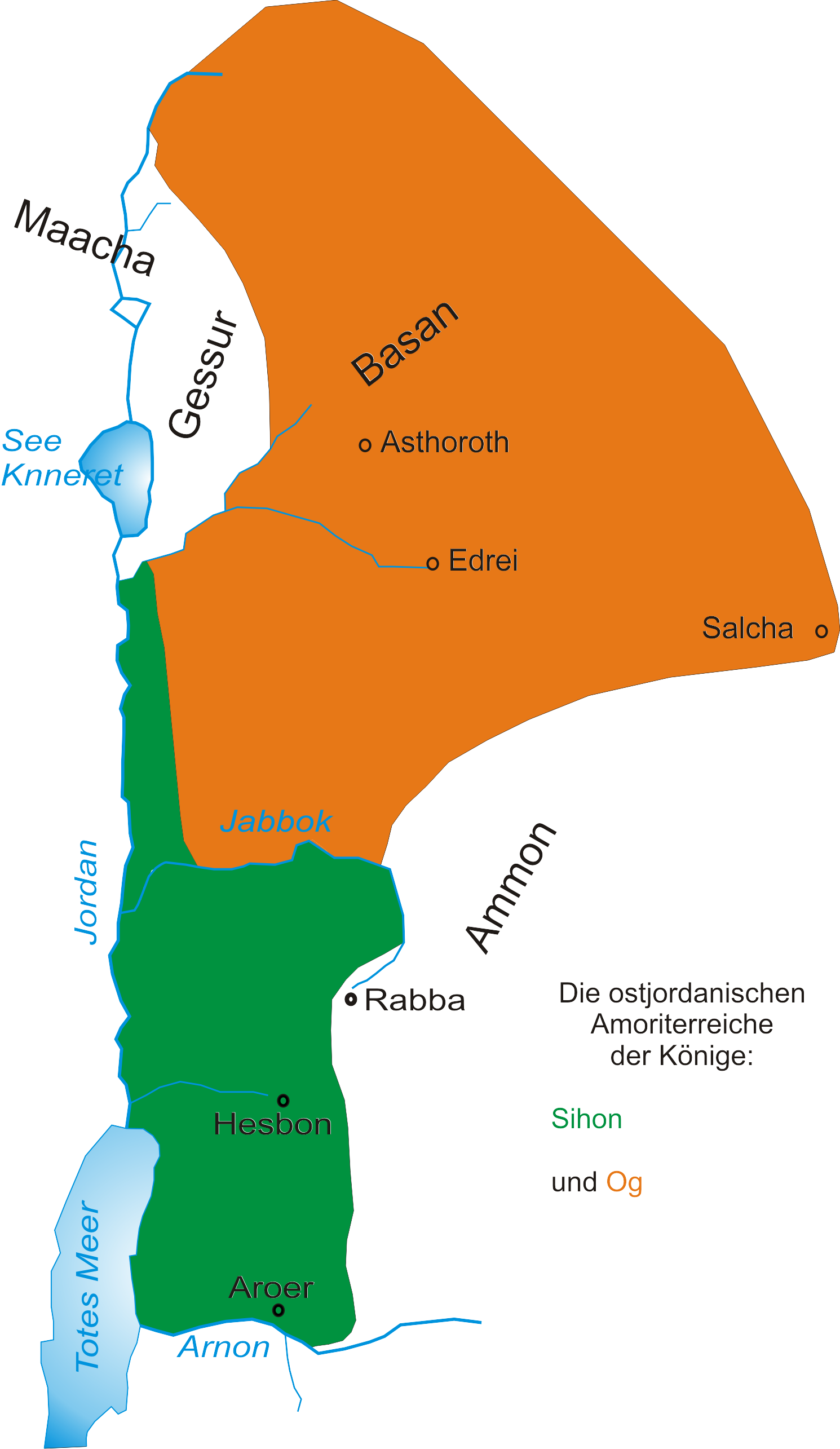
Владения васанского царя Ога (оранжевый) к северу от реки Иавок с городами Едреи, Аштароф и Салха. Владения аморейского царя Сигона выделены зелёным

Васан (Басан; Башан) (ивр. הַבָּשָׁן‎, ha-Bashan; лат. Basan; то есть «почва ровная и мягкая») — историческая область на юго-западе Сирии, охватывающая восточный берег реки Иордан (Нав. 17:5), включавшая в себя Голанские высоты (Втор. 4:43) и гору Хермон (Антиливан) (Нав. 12:5).
По Библии, коренным населением Васана были рефаимы, из среды которых происходил последний известный их царь Ог (Нав. 12:4). Васан, по-видимому, оказался в сфере влияния  амореев, поскольку царь Ог и аморейский Сигон часто упоминаются вместе как жертвы израильского вторжения (Пс. 135:20).
Израильтяне под предводительством Моисея завоевывают Васан после прохождения Моава и победы над Сигоном, который владел землями от Арнона до Иавока. После этого израильское ополчение нападает на васанского царя Ога (Чис. 21:33—35). Затем Моисей возвращается на юг к Иерихону.
Во времена Ога Библия упоминает такие города, как Едреи (Нав. 12:5: ныне Даръа́), Салха (ныне сирийская провинция Сувейда) и Астароф (Аштароф, возможно - Тель-Аштара). К югу от Васана располагались владения аморейского царя Сигона (Галаад, ныне западная Иордания)
При евреях область была включена в регион Галаад и была отнесена к колену Манассии (Втор. 4:43).
В эллинистическое время восточные части вошли в состав Трахонитской области. Однако в ветхозаветной поэзии сохранился образ Васана как страны первозданной природы, которая славилась своими дубравами (Иез. 27:6; Зах. 11:2).
Во времена после вавилонского пленения евреев Башан подразделялся на четыре меньших округа:
- Гавланитида или Голан, самый западный;
- Аврантида, он же Авран (Хауран);
- Трахонитида (Трахонея) или Аргоб (Аргов), ныне местность называется Ладжат (сирийская провинция Сувейда);
- Батанея, на восток от Ладжата. Название часто распространяется на весь Васан.